# Valera
För andra betydelser, se Valera (olika betydelser).
Valera är en stad i delstaten Trujillo i nordvästra Venezuela. Staden är centralort i kommunen Valera och folkmängden uppgår till cirka 140 000 invånare.

## Historia
Valera har fått sitt namn från kolonisatören Marcos Valera, men ingen vet säkert vilket år staden grundades. Åren 1811 och 1817 brukar pekas ut som sannolika. Klart är att biskop Lasso de la Vega grundade en församling i staden den 15 februari 1820.
1853 drabbades Valera av en allvarlig epidemi som gjorde att många invånare flyttade ut till närliggande byar. Staden hämtade sig dock snart och genomgick en snabb ekonomisk utveckling.

## Geografi
Staden är belägen vid foten av Anderna på en höjd av 547 m ö.h. (mätt på Bolívar-torget i stadens centrum). Genom Valera flyter floderna Motatán och Momboy. Staden befinner sig 33 km från delstatshuvudstaden Trujillo, vilka är sammankopplade med en modern motorväg.

## Administration
Valera är indelat i fyra socknar (parroquias):
- Juan Ignacio Montilla
- La Beatriz
- Mercedes Díaz
- San Luis

## Byggnader
Bland anmärkningsvärda byggnader kan nämnas Valeras katedral, San Juan Bautista, byggd i gotisk stil under ledning av Guillermo Jose Parra och José Humberto Contreras.